# Высшая лига 2
«Высшая лига 2» (англ. Major League 2) — американский кинофильм 1994 года, продолжение комедийного фильма «Высшая лига», вышедшего в 1989 году. На волне успеха первого фильма создатели продолжения рассчитывали на повторный успех, однако новый фильм из-за слабого сюжета и перенасыщенности рекламой различных товаров стал неудачным. В фильме остались почти все актёры, снявшиеся в предыдущем фильме, кроме Уэсли Снайпса, которого заменил Омар Эппс.

## Сюжет
Фильм рассказывает об одной бейсбольной команде — команде Индианс из Кливленда.
В первом фильме хозяева команды хотели, чтобы она проиграла чемпионат, но спортсмены наперекор всем наоборот выиграли титул чемпиона.
На этот раз команда снова показывает высокий класс игры в бейсбол.

## В ролях
- Чарли Шин — Рикки Вон
- Том Беренджер — Джейк Тейлор
- Корбин Бернсен — Роджер Дорн
- Деннис Хэйсберт — Педро Серрано
- Джеймс Гэммон — тренер Лу Браун
- Омар Эппс — Уилли Мэйз Хэйз
- Эрик Браскоттер — Руби Бейкер
- Такааки Исибаси — Исуро Танака
- Элисон Дуди — Ребекка Фленнери
- Мишель Берк — Никки Риз
- Дэвид Кит — Джек Паркмен
- Маргарет Уиттон — Рейчел Фелпс
- Боб Юккер — Гарри Дойл
- Стив Йеджер — тренер Дюк Темпл
- Кевин Хикки — Шуп
- Джей Лино — камео
- Джесси Вентура — камео
- Рене Руссо — Линн Уэллз (нет в титрах)

## Съёмочная группа
- Автор сценария: Р. Дж. Стюарт
- Режиссёр: Дэвид Уорд
- Продюсеры: Джеймс Робинсон и Дэвид Уорд
- Оператор: Виктор Хэммер
- Композитор: Мишель Коломбье
- Художник: Стивен Хендриксон
- Монтаж: Пол Сейдор и Донн Кэмберн